# Rettigny
Rettigny (luxembourgeois : Retterich, allemand : Retten, wallon : Retny) est un hameau de la commune belge de Gouvy située dans la province de Luxembourg. Il fait partie de la section de Cherain.

## Transport
Le hameau est traversé par 3 lignes de bus : la ligne 14/7 Houffalize-Courtil-Gouvy-Schmiede, la ligne 18/2 Hallonru-Cherain, la ligne 18/3 Houffalize-Vielsalm.

## Géographie
Le village se situe au sud-est du village de Cherain.
Son altitude est assez basse et c’est le village le plus bas de la commune avec seulement 370 à 400 m d’altitude.
| Sterpigny | Renglez  | Halconreux |
| Vaux      | Rettigny | Cherapont  |
| Brisy     | Cetturu  | Bistain    |